# Trần Dịch Tấn
Trần Dịch Tấn (sinh ngày 27 tháng 7 năm 1974) là nam ca sĩ kiêm diễn viên người Hồng Kông được mệnh danh là "Ca thần thế hệ mới" sau Hứa Quán Kiệt và Trương Học Hữu và là "Ông hoàng nhạc Karaoke" của làng nhạc Hoa ngữ.

## Tiểu sử
Sinh trưởng trong gia đình có cha Chan Kau-tai là 1 công chức cấp cao, Trần Dịch Tấn được gửi sang Anh Quốc du học vào năm 12 tuổi. Anh học chuyên ngành kiến trúc tại trường Đại học Kingston, trở về Hong Kong trước khi tham dự cuộc thi New Talent Singing Awards năm 1995, và đã giành vị trí quán quân. Ngay lập tức, Capital Artists ký hợp đồng với anh, chấm dứt sự nghiệp của 1 kiến trúc song lại mở ra cho anh một con đường mới – con đường âm nhạc.

## Sự nghiệp
Eason Chan là "người quen" của các giải thưởng về âm nhạc ở châu Á. Anh chính là người thứ 2 không phải là người Đài Loan [sau Trương Học Hữu] giành chiến thắng tại giải thưởng Golden Melody Award (Giải Kim Khúc) – grammy của Hoa Ngữ, và hiện cũng là người nắm kỉ lục giành giải "Nam ca sĩ xuất sắc nhất" nhiều nhất của giải này với 3 lần đoạt giải. Tương tự, anh cũng giữ kỉ lục nam ca sĩ đoạt nhiều giải nhất ở những giải thưởng âm nhạc tại Hong Kong như giải Ultimate Song Chart Awards Presentation với 10 lần đoạt giải "Nam ca sĩ xuất sắc nhất", 9 lần đoạt giải "Nam ca sĩ được yêu thích nhất", 9 lần đoạt giải "Album của năm", 7 lần đoạt giải "Ca khúc của năm" và 5 lần đoạt giải "Ca khúc được yêu thích nhất"; kỉ lục 18 lần đoạt giải "Nam ca sĩ nhạc pop xuất sắc nhất" Top Ten Chinese Gold Songs Award Concert... Album Quảng Đông "U87" của anh đã được đề cử là một trong "5 albums châu Á đáng mua nhất" năm 2005 bởi tạp chí Time bình chọn. Năm 2007 và 2008 anh nhận giải "Nam ca sĩ được yêu thích nhất châu Á Thái Bình Dương".
Từ năm 2003 cho đến nay anh luôn giữ vị trí nam ca sĩ Hong Kong có số lượng album Quảng Đông bán chạy nhất năm tại Hong Kong mỗi lần ra album tiếng Quảng. DVD concert "Get a life" là album đắt khách nhất năm 2006. Trần Dịch Tấn cũng là ca sĩ Hong Kong đầu tiên có mặt trong top 10 nghệ sĩ của năm 2013 của KKBOX. Từ năm 2010 đến nay, anh luôn nằm trong top 15 trong "danh sách 100 nhân vật quyền lực làng giải trí Hoa Ngữ" do Forbes bình chọn. Ngoài ra những giải thưởng như "My Astro music award" của Malaysia, "Golden melody award" của Singapore, "MTV Japan" của Nhật Bản hay giải MAMA của Hàn Quốc cũng đều có những giải thưởng của Eason Chan. Năm 2010, anh trở thành người duy nhất vào nghề sau năm 1990 góp mặt trong danh sách giải ca khúc kinh điển tiếng Hoa - âm nhạc người Hoa chọn lọc 30 năm. 
Năm 2009, Trần Dịch Tấn biểu diễn tại "PAX Musica 2009" ở Tokyo, anh trình diễn 7 bài hát bao gồm cả bài tiếng Nhật. Nghệ sĩ Ikuro Fujiwara cũng đã bày tỏ mình bị sân khấu của anh cuốn hút và mong được hợp tác trong tương lai.
Năm 2011, Eason Chan cho ra album tiếng Quảng Đông "Stranger Under My Skin" vào ngày 22/2. Tháng 11 anh ra mắt album tiếng phổ thông "?", trong đó có bài "Baby song" là hát trên nhạc đệm piano do con gái 7 tuổi của mình đàn.
Cuối năm 2011, anh thành lập công ty sản xuất âm nhạc của riêng mình "EAS Music".
Năm 2013, Trần Dịch Tấn tham gia "X-factor" bản Trung Quốc với cương vị huấn luyện viên, tuy hình tượng khá nghịch ngợm và không quá nghiêm túc nhưng anh là chính người duy nhất trong cả cuộc thi từng cho học viên của mình 0 điểm vì không thấy sự tiến bộ và cũng là người cho Yes ít nhất trong cả bốn giám khảo.
Đầu năm 2014, Eason Chan được trường cũ của mình là Đại học Kingston ở Anh trao tặng bằng Tiến sĩ danh dự về âm nhạc.
Năm 2017, Trần Dịch Tấn tham gia "Sing!China" (đổi tên từ "The Voice of China") với vai trò 1 trong 4 huấn luyện viên.
Năm 2018, anh một lần nữa đoạt giải "Nam ca sĩ quốc ngữ xuất sắc nhất" và "Album xuất sắc nhất" của Golden Melody Award tại Đài Loan với album "C'mon in~" và chính thức đạt kỉ lục người đoạt giải "Nam ca sĩ quốc ngữ xuất sắc nhất" nhiều nhất.
Khi các nghệ sĩ gạo cội dần vắng bóng trên làng nhạc, lớp nghệ sĩ trẻ Hong Kong lại muốn chú tâm phát triển ở mảng nhạc quốc ngữ, Trần Dịch Tấn được nhắc tới như kẻ đang cố chống đỡ nền âm nhạc Quảng Đông.

## Thành tựu âm nhạc

### Đĩa mở rộng
- Hạnh phúc (1999)
- Life Continues... (2006)
- Time Flies (2010)
- Taste the Atmosphere (2010)
- Stranger Under My Skin (2011)
- ...3mm Remix (2012)
- The Key (2013)

### Album phòng thu
| Năm  | Album tiếng Quảng              | Album tiếng Phổ thông     |
| ---- | ------------------------------ | ------------------------- |
| 1996 | Trần Dịch Tấn                  | Một giọt nước mắt         |
| 1997 | Luôn ở bên tôi                 | Ấp ủ                      |
| 1998 | Thời gian hạnh phúc của tôi    |                           |
| 1998 | Cuộc sống mới                  |                           |
| 1999 | Trời phù hộ người thương       | Lời chúc đám cưới         |
| 2000 | Nothing Really Matters         |                           |
| 2000 | 68'29"                         |                           |
| 2000 | Thân mật                       |                           |
| 2001 | Shall We Dance? Shall We Talk! | Vẫn là tôi đây            |
| 2001 | The Easy Ride                  |                           |
| 2001 | Mixed Up                       |                           |
| 2002 | The Line-Up                    | Special Thanks To...      |
| 2002 | 4 A Change & Hits              |                           |
| 2003 | Live For Today                 | Bảy                       |
| 2003 | Đen, trắng, xám                |                           |
| 2005 | Great 5000 Secs Vol.1          |                           |
| 2005 | Great 5000 Secs Vol.2          |                           |
| 2005 | U87                            | Như thế nào               |
| 2006 | What's Going On...?            |                           |
| 2006 | Thời đại đẹp nhất của tôi      |                           |
| 2006 | Sound & Sight                  |                           |
| 2007 | Listen to Eason Chan           | Chấp nhận rồi nhỉ         |
| 2008 | Solidays                       | Không muốn buông tay      |
| 2009 | H³M                            | Niềm vui khi lên tầng năm |
| 2011 |                                | ?                         |
| 2012 | ...3mm                         |                           |
| 2014 |                                | Rice & Shine              |
| 2015 | Chuẩn bị                       |                           |
| 2017 |                                | C'mon In~                 |
| 2018 | L.O.V.E.                       |                           |
| 2023 | CHIN UP!                       |                           |

## Tour concert
Trang phục khoa trương, cách thể hiện nhập tâm đến điên cuồng cùng những bài ca kinh điển và khả năng hát live đứng đầu Hoa Ngữ, việc Eason Chan đứng hàng top trong những người có concert đắt khách nhất hiện nay cũng là điều dễ hiểu.
Concert đầu tiên của anh là "Eason's 99Big Live" tổ chức tại Hồng Quán năm 1999 kéo dài 4 đêm sau 3 năm ra mắt, nữ nghệ sĩ quá cố Mai Diễm Phương cũng tham gia.
Năm 2001, concert "The Easy Ride" diễn ra 9 đêm. Năm 2003 và 2006 "The Third Encounter" và "Get a Life" đã lần lượt diễn ra trong 7 đêm và 9 đêm, ngoài ra "Get a Life" còn có sự góp mặt của ban nhạc giao hưởng của Đức từng đoạt giải Grammy - Berlin Philharmonic. Chỉ tính đến năm 2008, Eason đã có 45 buổi concert cá nhân chỉ riêng tại Hồng Quán.
Năm 2007, anh khởi động world tour concert " Eason's Moving on Stage", bắt đầu bằng việc phá kỉ lục 16 đêm diễn ở Hồng Quán Hong Kong. World tour bắt đầu từ tháng 2 và kết thúc vào ngày 16/8/2009 và đã đi qua Đài Loan, Trung Quốc đại lục, Malaysia, Macau, Singapore, Anh, Canada, Australia,Los Angeles và San Francisco.
Năm 2010, Eason đến châu Âu để tiếp tục làm concert tại Royal Albert Hall, Manchester Apollo và Ahoy Rotterdam. Vé bán ở London và Manchester đều bán hết trong một giờ. Anh là nghệ sĩ châu Á thứ 2 sau Roman Tam có buổi diễn cá nhân tại Royal Albert Hall. Cùng năm, anh phá kỉ lục 18 đêm diễn tại Hồng Quán với world tour "Duo Eason Chan 2010 Concert".
Năm 2011, tại Bắc Kinh, thiên hậu Vương Phi lần đầu tiên làm khách mời cho concert cá nhân của 1 nghệ sĩ, chính là Trần Dịch Tấn.
Ngày 23/9/2012, Eason Chan mở concert cá nhân của mình tại nhà hát O2 London và trở thành nghệ sĩ châu Á đầu tiên có buổi hòa nhạc cá nhân ở đây với lượng vé 12.000 bán hết trong vòng 20 phút (tốc độ vé bán chỉ đứng sau Michael Jackson và vượt của Lady Gaga trước đó tại đây).
Đầu năm 2013, vé 18 đêm world tour concert "Eason's life" của Trần Dịch Tấn tại Hồng Khảm - Hồng Quán HK hết trong chốc lát, ban tổ chức tiếp tục tăng số buổi diễn, sau 2 lần tăng buổi diễn, Eason đã phải hát 25 đêm trong vòng 28 ngày, lượng đêm diễn nhiều nhất cho một tour diễn tại Hồng Quán của một ca sĩ trong vòng 15 năm trở lại đây. Cuộc hành trình đi vòng quanh thế giới ca hát của anh lại tiếp tục. Cuối năm 2014, "Another Eason's life" nối tiếp nhằm thỏa mãn khán giả, gần như cứ 2 tuần người ta lại thấy anh làm concert, tính đến cuối năm 2015 này Eason đã hát hơn 100 buổi chỉ với 2 tour concert này, nhưng chưa dừng lại ở đó, lịch trình của tour diễn thậm chí đã kín tới cuối năm 2016, trạm cuối là tại sân vận động Tổ Chim - Bắc Kinh với sức chứa 100.000 người và hơn nữa là 2 buổi liên tiếp, tức 200.000 người cho 2 đêm diễn.
Trần Dịch Tấn là nghệ sĩ có concert "cá kiếm" nhất tại Đại Lục Trung Quốc năm 2014, vượt Uông Phong (Đại Lục), Tôn Yến Tư (Singapore) và Châu Kiệt Luân (Đài Loan).
Năm 2015, concert "Another Eason's life" buổi thứ 100 diễn ra tại Centre Bell - Montreal, Canada. Trần Dịch Tấn trở thành nghệ sĩ Hoa Ngữ đầu tiên có show diễn cá nhân ở đây.
Tuy nhiên anh cũng từng nói bản thân thích những show diễn quy mô nhỏ để có thể tương tác được với fans gần gũi hơn cũng như khống chế được chất lượng thiết bị âm thanh tốt hơn và thừa nhận đã từng trốn công ty làm nhiều buổi diễn như vậy.

## Sự nghiệp điện ảnh
Bắt đầu bén duyên với con đường nghệ thuật thứ bảy từ năm 1997, Eason đã góp mặt trong gần 40 bộ film và nhiều lần trở thành ứng cử viên cho các giải thưởng điện ảnh danh tiếng như giải Kim Tượng HK [2000, với vai diễn trong Lavender], giải Kim Tử Kinh HK [2005, với vai diễn trong Crazy N’ The City] và giải Kim Mã Đài Loan [2008, với vai diễn trong Trivial Matters]. Vai diễn trong "Đế quốc kim tiền" giúp anh đoạt được giải thưởng Nam diễn viên của năm khu vực Cảng Đài của Tencent.
Giới chuyên môn đánh giá anh là người có khả năng diễn xuất, chỉ là vấn đề chọn kịch bản và đạo diễn vẫn chưa khắt khe lắm với bản thân. Eason cũng thừa nhận, anh là 1 khán giả rất thích xem phim ảnh, tuy nhiên bản thân đối với môn nghệ thuật này vẫn chưa thể chuyên tâm cống hiến như âm nhạc được.
Ngoài ra, anh còn là người lồng tiếng cho "Kungfu panda" bản tiếng Quảng và một số phim truyền hình của TVB thời kì đầu.

## Hoạt động khác
Eason còn tích cực làm từ thiện. Kể từ năm 2006, anh là Đại sứ của tổ chức quốc tế ORBIS tại HK. Anh đã đến Ấn Độ, Tứ Xuyên -Trung Quốc, thăm các trẻ em và những người cao tuổi bị suy giảm thị lực, nỗ lực hết mình gây quỹ cho Orbis. Eason cũng là người tham gia tích cực chiến dịch huy động vốn HK: trở thành người góp vốn tương trợ các nạn nhân SARS năm 2003 và quyên góp tương trợ các nạn nhân của trận động đất ở Tứ Xuyên năm 2008. 
Ngày 7 tháng 7 năm 2007, Eason tham gia biểu diễn tại Live Earth ở Thượng Hải với 3 ca khúc "The Floating City", "Squander", "Happy Boy".
Anh là người ủng hộ tình yêu đồng giới.
2.5.2008, anh là người rước đuốc cho Olympic Bắc Kinh ở khu vực Hong Kong. Tháng 9.2009, Eason vinh dự là người rước đuốc cho thế vận hội Olympic 2010, trở thành người Hoa duy nhất được rước đuốc trong cả hai kì thế vận hội Olympic mùa hè và mùa đông.
Trần Dịch Tấn cũng là một trong những phó chủ tịch hiệp hội nghệ sĩ Hồng Kông（Hong Kong Performing Artistes Guild, HKPAG）.
Năm 2014, Eason Chan nhận bằng tiến sĩ âm nhạc danh dự của Trường Đại học Kingston tại London, ngôi trường cũ của mình.
Tháng 9 năm 2014, anh cùng bạn thân là Tạ Đình Phong lập kỉ lục Guinness 3000 người Hong Kong cùng làm bánh trứng (một món đặc sản ở đây).
Tháng 6 năm 2018, anh trao giải Cầu thủ xuất sắc nhất trận đấu tại FIFA World Cup ở Nga với vai trò người đại diện của nhà tài trợ Budweiser.
Anh cũng là người đại diện "quen" khu vực Hoa ngữ của nhãn hàng thể thao Adidas, là nghệ sĩ người Hoa làm đại diện liên tục lâu nhất của nhãn hàng này (từ 2011 đến nay).
Ngoài ra những ca khúc của anh thường xuyên được sử dụng làm ca khúc chủ đề cho các đại hội thể thao, đại hội từ thiện, lễ kỉ niệm hoặc những hoạt động công ích khác.

## Đời sống
Bố của Trần Dịch Tấn là một quan chức cao cấp nên có cơ hội đưa anh tới Anh Quốc du học từ năm 12 tuổi. Trong quãng thời gian 9 năm du học, thanh nhạc chỉ là một môn học ngoài giờ mà anh có hứng thú nhưng anh cũng đã học đến cấp cao nhất là cấp 8 chỉ sau 4 năm.
Năm 2003, cha của Eason, tổng kĩ sư ban xây dựng của Bộ nhà đất chính phủ Hong Kong, bị Ủy ban độc lập chống tham nhũng [ICAC] điều tra vì tình nghi có dính líu tới hối lộ. Đầu 2004, tìm ra được tội trạng của ông, ông bị tuyên án 6 năm lao tù và phải đóng phạt 2,6 triệu dollars Hong Kong vì đã nhận hối lộ. Khoảng thời gian này, Eason gặp phải cú sock rất lớn, thêm vào đó là việc hợp đồng nghệ sĩ với công ty quản lý EGG cũng đã đến thời hạn khiến tâm lý càng bi quan, Từ Hào Oanh là người đã giúp đỡ anh rất nhiều để bước qua giai đoạn này. Sau khi đề ra "kế hoạch giải phóng kiểm soát", Trần Cừu Đại được giảm tội năm 2008. Nhưng cùng năm bệnh ung thư gan của ông ngày một nghiêm trọng, Trần Dịch Tấn và anh trai đi xét nghiệm để hiến gan cứu cha, cuối cùng Eason quyết định chuyển hướng cho điều trị trung y do Học viện y dược trung y Bắc Kinh điều dưỡng, sau đó may mắn phẫu thuật ghép gan của anh trai thành công, tất cả kinh phí hầu hết đều do Eason trang trải. Trần Dịch Tấn trong giới giải trí không chỉ được biết đến là một người chồng thương vợ con, cũng là một người con có hiếu nổi danh.
Năm 2006, Trần Dịch Tấn kết hôn cùng Hilary Tsui (Từ Hào Oanh) sau thời gian hẹn hò 10 năm. Anh có con gái Constance Chan (Trần Khang Đề) ra đời ngày 4 tháng 10 năm 2004. Tên của cô bé là do người bạn thân của anh, soạn giả nổi tiếng Wyman Wong (Huỳnh Vỹ Văn) đặt.
Tuy không biết uống rượu nhưng Eason lại hay hút thuốc khi thu âm. Anh bỏ hút thuốc sau khi cô con gái chào đời. Anh nói rằng anh làm thế là vì cô con gái của mình và cũng muốn tốt cho cổ họng của anh, một nguyên nhân khác là khi xưa Trương Quốc Vinh cũng đã từng khuyên anh bỏ thuốc. Tuy nhiên đến năm 2007, trong buổi hòa nhạc của mình, anh đã thừa nhận bản thân đã hút thuốc trở lại vì đang gặp phải những áp lực phiền não từ "Moving On Stage" world tour concert đang diễn ra nhưng không bao giờ hút trước mặt người thân. Hiện tại anh vẫn đang cố gắng bỏ thuốc.
Anh là anh cả của phong cách cổ quái, lập dị, phá cách và hài hước ở giới Hoa ngữ, là một người thích nói nhiều và luôn sống rất chân thành và hoài cổ.
Nhiều nhà phê bình âm nhạc cho rằng việc quan niệm thẩm mỹ âm nhạc của anh đi trước công chúng quá xa là nguyên do khiến ngày mới ra mắt âm nhạc của anh còn chưa được phổ biến và rất nhiều tác phẩm hay phải đến rất lâu sau mới được thịnh hành, đây cũng là điểm đáng lo ngại bởi sẽ rất dễ làm cho anh bế tắc không biết phải làm gì để sáng tạo cái mới trong âm nhạc của mình. Cùng với việc nền nhạc Quảng Đông đang ngày một đi xuống, sự kì vọng của người hâm mộ, giới nghệ thuật và các tiền bối đi trước, áp lực của Trần Dịch Tấn quả thực không hề nhỏ.
Năm 2013, trong đêm thứ 11 của "Life Concert 2013".  anh thừa nhận vào khoảng cuối năm 2012 đến lúc ấy anh có mắc hội chứng tâm lý ám ảnh sợ xã hội (social phobia) và chứng rối loạn lưỡng cực (bipolar disorder) thường xuyên tỉnh dậy giữa đêm vì khóc và phải dùng đến thuốc, do một phần không muốn tiết lộ đời tư quá nhiều trên báo chí và không muốn người hâm mộ quá lo lắng nên không nói ra. Tới năm 2015 thì bệnh gần như đã khỏi.
Năm 2020, Eason được bổ nhiệm làm đại sứ của dự án "Shall We Talk" nhằm thúc đẩy sức khỏe tâm thần và khơi dậy sự chú ý của công chúng đến sức khỏe tâm thần. Bài hát Canto-pop cổ điển của anh ấy, "Shall We Talk", đã được chọn làm bài hát chủ đề.